# Леманн, Зигфрид
Доктор Зигфрид Леманн (нем. Siegfried Lehmann; 4 января 1892; Берлин — 13 июня 1958; Бен-Шемен, Израиль) — еврей немецкого происхождения, деятель просвещения, основатель и первый директор молодежной деревни Бен-Шемен

## Биография
Родился в Берлине, столице Германской империи в семье ассимилированных евреев, владельца антикварного магазина Пауля (Пинхаса) Леманна и Эммы Зелиг. После окончания гимназии он изучал медицину в Швейцарском политехникуме. (В то же время в этом учебном заведении, но на физико-математическом факультете учился Альберт Эйнштейн) Получив диплом, служил во время Первой мировой войны врачом в немецкой армии . Оценив влияние войны на жизнь евреев Германии и Европы, он стал сионистом и социалистом.
Сионистская деятельность привела его к мысли о том, что возрождаемая в Палестине еврейская культура должна основываться не только на библейских корнях, но и на идишской культуре евреев Восточной Европы. В 1916 году Леманн основал в Берлине Еврейский общинный центр (יידישע פולקסהיים) и стал заниматься реабилитацией и образованием беспризорных еврейских детей и подростков из Восточной Европы. После Первой мировой войны, в 1920 принял приглашение Макса Соловейчика, который был тогда министром по еврейским делам Литвы и переехал в Каунас, который был тогда столицей независимой Литвы. Здесь Леманн основал «קינדרהאוז» (Kinderhaus), дом для еврейских детей, многие из которых оказались в результате войны сиротами. Детский дом в Ковно действовал по той же программе, что и Общинный центр в Берлине. Эта программа, среди прочего, включала преподавание еврейского наследства, искусства и музыки, идей социального равенства, взаимопомощи и эгалитаризма, а также близость к природе и труд на земле. В.Ковно Зигфрид Леманн женился на враче Ривке Клибовски.
В 1926 Зигфрид Леман репатриировался в Палестину, и не один, а с 11 своими воспитанниками, с которыми на землях в районе Бен-Шемена, он создал молодежную деревню. Здесь жили и работали дети-сироты Первой мировой войны из Европы и молодые люди из бедных кварталов городов со всей страны. В течение первых пяти лет работы молодежной деревни в Бен-Шемене Леманн продолжал связь с еврейским детским домом в Ковно и привез в Палестину ещё две группы, одну в 1928 году, а другую — 1930, в общей сложности было привезено около ста учеников. С началом молодёжной алии, организованной Рехи Фрайер, Леманн оформлял для молодых евреев, бежавших из Европы, иммиграционные сертификаты и размещал их на жительство в молодёжной деревне.
С 1927 по 1957 год он занимал пост директора молодёжной деревни. В 1940 году британские власти обнаружили в молодёжной деревне склады оружия. Состоялся суд, и Леманн был осуждён на семь лет тюремного заключения.
В 1957 году за свою деятельность он был удостоен Премии Израиля в области образования.

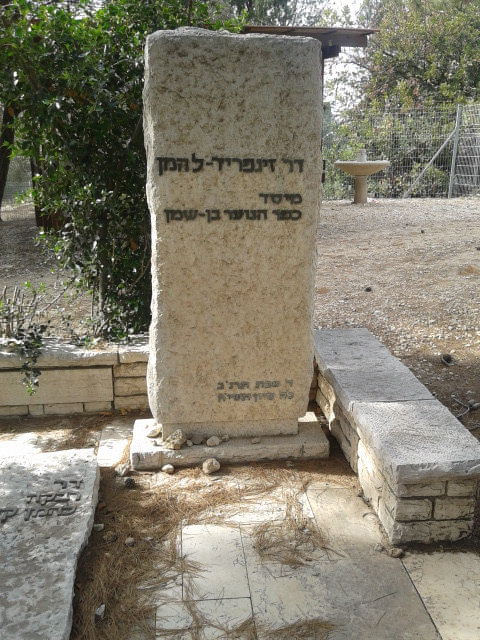
Могила Зигфрида Леманна на кладбище молодежной деревне Бен-Шемен

Зигфрид Леманн умер в 1958 году и был похоронен на кладбище в молодежной деревне Бен Шемен. Выжили две дочери и сын.
После его смерти, в 1962 году, его коллекция мемуаров из Берлина, Ковно и Бена Шемена была опубликована в книге «Идея и реализация».

## Сочинения
В 1943 году в Иерусалиме вышла книга З. Леманна «שרשים: על בעיות היסוד של חנוך הנוער הארצישראלי» (Шорашим: Аль баайот ха-Есод шель хинух ха-ноар ха-Эрецисраэли; Корни: о проблемах становления молодежного образования в Эрец Исраэль)
В 1962 году в книге «רעיון והגשמה» (Раайон вехагшама; Идея и исполнение) были опубликованы воспоминания Зигфрида Леманна о жизни в Берлине, Ковно и в Бен-Шемене.

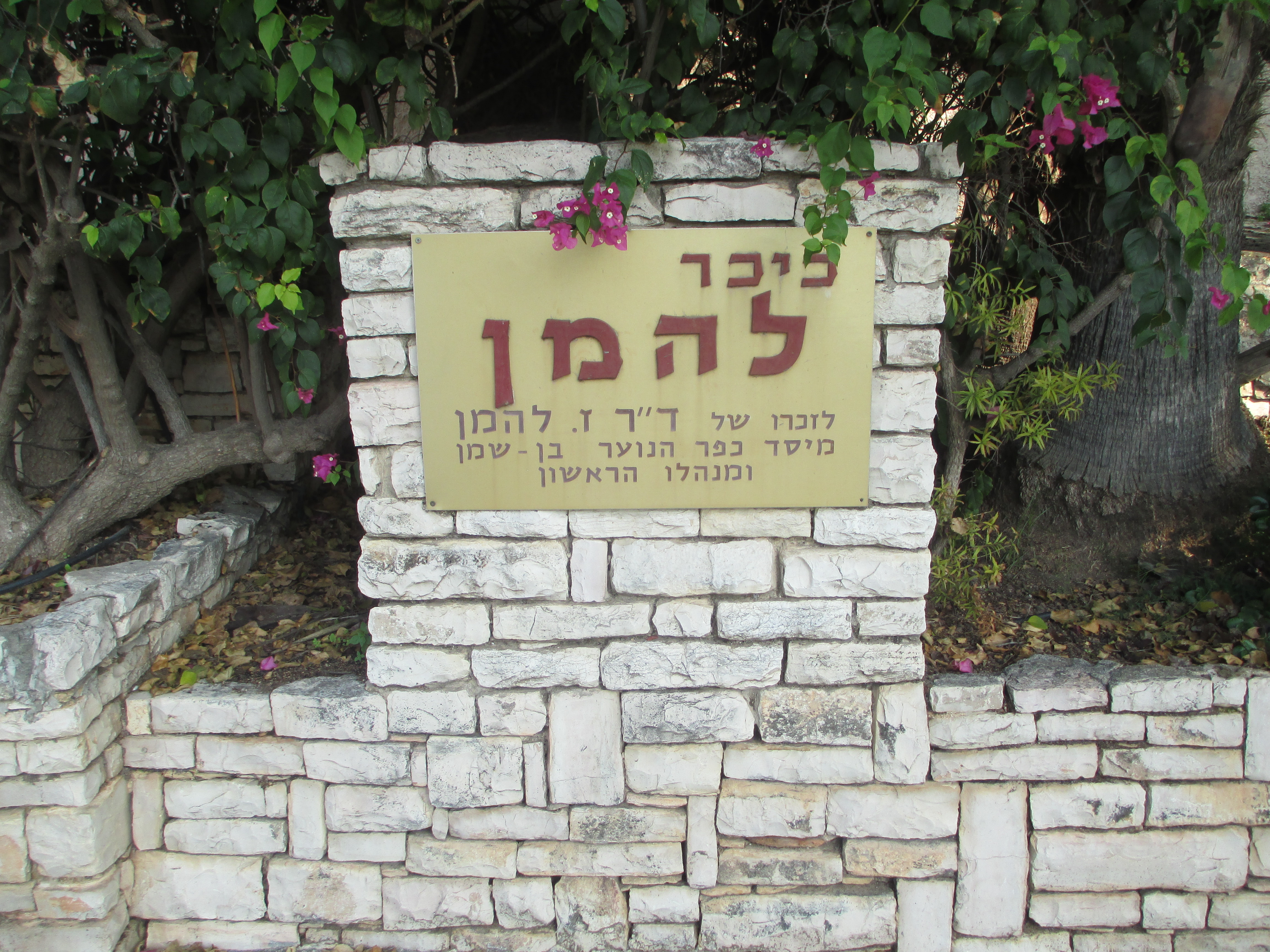
Площадь имени доктора Леманна в молодежной деревне Бен Шемен

В 2010 году дочь Зигфрида Леманна, Ая опубликовала свою книгу «Идея и исполнение» с рассказом о деятельности доктора Леманна за рубежом и в Израиле.